# Rob Archer
Rob Archer (ur. 9 sierpnia 1975) – kanadyjski aktor, kulturysta, model i kaskader.

## Życiorys
Pochodzi z Toronto w Ontario. Od zawsze był silnie związany ze sportem. Jako nastolatek grał w hokeja. Regularnie uczęszczał na siłownię, uprawiał boks tajski, boks, pchnięcie kulą, rzut dyskiem i oszczepem. Był fanem Arnolda Schwarzeneggera i Sylvestra Stallone’a, a także filmów Komando i kolejnych odsłon serii Rambo. Grywał także w piłkę siatkową.
Uprawiał również kulturystykę i fitness. Został przedstawicielem firmy ProSupps, zajmującej się żywieniem sportowców.
W 2003 trafił na ekran w drugoplanowej roli Buzza w komedii sensacyjnej Kuloodporny (Bulletproof Monk) u boku Seanna Williama Scotta, Rogera Yuana, Jaime King i Marcusa Jeana Pirae. W dramacie kryminalnym The Samaritan (2012) z Samuelem L. Jacksonem zagrał Vernona Hicksa. W serialach telewizyjnych, w tym Alphas, Transporterze i XIII, przydzielono mu role charakterystycznych, muskularnych agresorów. Popularność przyniosły mu występy w dwóch serialach: stacji Showcase Zagubiona tożsamość (2010−2015) w roli Bruce’a, bodyguarda i przestępcę oraz w pięciu odcinkach SciFi Universal Defiance (2013−2015) jako lojalny osobisty ochroniarz Churchill.
Pojawił się w blockbusterach Kick-Ass 2 (2013) i Piksele (2015). W 2015 wystąpił jako demoniczny Krampus w filmie grozy Koszmarna opowieść wigilijna (A Christmas Horror Story) z Williamem Shatnerem.

## Wymiary
| Wzrost                  | 198 cm     |
| Waga                    | ok. 130 kg |
| Obwód klatki piersiowej | 142 cm     |
| Obwód klatki piersiowej | 142 cm     |
| Obwód karku             | 53 cm      |
| Obwód talii             | 91 cm      |
| Rozmiar obuwia          | 48         |

## Filmografia

### Aktor
Filmy fabularne
- 2003: Kuloodporny (Bulletproof Monk) jako Buzz
- 2010: Repo Men – Windykatorzy (Repo Men) jako muskularny mężczyzna
- 2010: Red jako mięśniak
- 2012: The Samaritan jako Vernon Hicks
- 2013: Kick-Ass 2 jako skazaniec
- 2015: Piksele (Pixels) jako komandos Navy SEALs
- 2015: Koszmarna opowieść wigilijna (A Christmas Horror Story) jako Krampus
- 2015: Operation Insanity jako Rocky
- 2016: 22 Chaser jako Musclehead
- 2018: Ghostland jako potężny mężczyzna

Seriale telewizyjne/internetowe
- 2003−2004: Pokolenie mutantów (Mutant X) jako Rucker/snajper
- 2010−2015: Zagubiona tożsamość (Lost Girl) jako Bruce/postawny mężczyzna
- 2012: Alphas jako bardzo muskularny mężczyzna
- 2012: Transporter (Transporter: The Series) jako olbrzymi mężczyzna
- 2012: Punkt krytyczny (Flashpoint) jako Jim, motocyklista
- 2012: XIII (XIII: The Series) jako The Brain
- 2013: Lost Girl Webisodes jako Bruce
- 2013−2015: Defiance jako Churchill/BioMan/Benedict/George/Ulysses
- 2014: Piękna i Bestia (Beauty and the Beast) jako szofer
- 2014: Magazyn 13 (Warehouse 13) jako Rycerz Śmierci
- 2016: Driver jako Carl
- 2016: Slasher jako więzień

### Kaskader
- 2010: Red
- 2011−2012: Magazyn 13 (Warehouse 13)
- 2012: Nikita
- 2014: Nastoletnia Maria Stuart (Reign)
- 2014: RoboCop